# 卡諾定理 (垂線)

卡諾定理：若三角形三邊上的垂線交於一點F，則藍色區域面積等於紅色區域面積

卡諾定理以拉扎爾·卡諾命名，為垂直於三角形各邊的直線是否交於一點提供了一個充分必要條件。該定理也可被視為是畢氏定理的一般化。

## 定理
對於一個三角形{\displaystyle ABC}，其三邊為{\displaystyle a,b,c}。考慮三條垂直於各邊且交於一點的直線，若{\displaystyle P_{a},P_{b},P_{c}}是這三條垂線在{\displaystyle a,b,c}上的垂足，則下列關係式成立：
{\displaystyle |AP_{c}|^{2}+|BP_{a}|^{2}+|CP_{b}|^{2}=|BP_{c}|^{2}+|CP_{a}|^{2}+|AP_{b}|^{2}}
該命題的逆命題同樣成立：若{\displaystyle P_{a},P_{b},P_{c}}在邊上的位置滿足關係式，則以這三點為垂足做出的三條垂線會交於一點。因此，該關係式為垂線是否交於一點提供了一個充分必要條件。

## 特例
若三角形{\displaystyle \triangle ABC}的角{\displaystyle C}為直角，則可以將三條垂線的交點{\displaystyle F}置於{\displaystyle A}上。此時由於{\displaystyle P_{a}=C}、 {\displaystyle P_{b}=A}且{\displaystyle P_{c}=A}，可得{\displaystyle |AP_{b}|=0}、{\displaystyle |AP_{c}|=0}、{\displaystyle |CP_{a}|=0}、{\displaystyle |CP_{b}|=b}、{\displaystyle |BP_{a}|=a}與{\displaystyle |BP_{c}|=c}，代入卡諾定理的關係式後，即可推得畢氏定理{\displaystyle a^{2}+b^{2}=c^{2}}。
若三條垂線皆為中垂線，則{\displaystyle |AP_{c}|=|BP_{c}|}、{\displaystyle |BP_{a}|=|CP_{a}|}且{\displaystyle |CP_{b}|=|AP_{b}|}，無論三邊長度為何，上述關係式必會成立，故可推得三角形的三條中垂線必交於一點。